# Dysstroma albofasciata
Dysstroma albofasciata är en fjärilsart som beskrevs av Müller 1931. Dysstroma albofasciata ingår i släktet Dysstroma och familjen mätare. Inga underarter finns listade i Catalogue of Life.